# 에퀴노르
이쿼너 (영어식 발음, 노르웨이어: Equinor, 과거 이름: 스타토일(Statoil))는 노르웨이의 에너지 기업이다. 구 스타토일과 노르스크 휘드로의 석유 부문이 2007년에 합병하여 스타토일휘드로(StatoilHydro)가 되었다. 세계 최대의 석유·가스 기업이며, 북유럽에서 가장 큰 기업이다. 2009년 포춘 글로벌 500에서 석유·천연 가스 기업 매출 세계 13위에 랭크되었다. 전체적으로 매출은 세계 36위를 차지했다. 이후 2009년 11월 1일에 회사 이름을 스타토일휘드로에서 스타토일로 변경하였다. "equinor"라는 사명은 2018년 채택되었다.
현 CEO는 안더스 오페달이다.